# جوزيف هانلون
جوزيف هانلون (بالإنجليزية: Joseph Hanlon)‏ هو عالم اجتماعي بريطاني، ولد في 1941.